# Forte de São Tiago da Misericórdia
O Forte de São Tiago da Misericórdia localizava-se no pontal de São Tiago (depois Calabouço) aos pés do morro do Descanso (depois morro do Castelo), entre as praias da Piaçaba e de Santa Luzia (hoje desaparecidas), no centro histórico da cidade e estado do Rio de Janeiro, no Brasil.

## História

### As fortificações no século XVII
De acordo com a pesquisa do Museu Histórico Nacional, a primeira estrutura no local remonta a uma bateria, erguida por forças portuguesas em 1567. Nesse sentido, tratava-se de uma defesa do primitivo ancoradouro da cidade, transferida naquele ano para o alto do morro do Descanso, e que se inseria no conjunto de obras defensivas iniciadas pelo governador e capitão-general da capitania do Rio de Janeiro, Mem de Sá (1567-68). Encontra-se identificada no mapa de Jacques de Vau de Claye ("Le vrai pourtrait de Geneure et der cap de Frie par Jqz de vau de Claye", 1579. Bibliothèque Nationale de France, Paris), como "le fort de la [ilegível]", artilhado com duas peças.
SOUZA (1885) refere esta estrutura como Arsenal de Guerra, atribuindo-a ao governador e capitão-general da capitania do Rio de Janeiro, Martim Correia de Sá (1602-1608), que fez levantar uma Bateria na base do morro do Castelo para a defesa da praia de Santa Luzia (1603), sob a invocação de São Tiago (Bateria de Santiago, Bateria da praia de Santa Luzia), cruzando fogos com o Forte de Villegagnon (op. cit, p. 109).
Encontra-se cartografado como Forte de São Tiago por João Teixeira Albernaz, o velho ("Capitania do Rio de Janeiro", 1631. Mapoteca do Itamaraty, Rio de Janeiro), e por João Teixeira Albernaz, o moço ("Aparência do Rio de Janeiro", 1666. Mapoteca do Itamaraty, Rio de Janeiro). Durante o governo de Duarte Correia Vasqueanes (1645-1648), foi construída uma cortina ligando-o à Fortaleza de São Sebastião do Castelo, no alto do morro do Castelo (BARRETTO, 1958:229). A partir de 1696 foi reconstruído pelo governador Sebastião de Castro Caldas (1695-1697) (SOUZA, 1885:109).

### O século XVIII

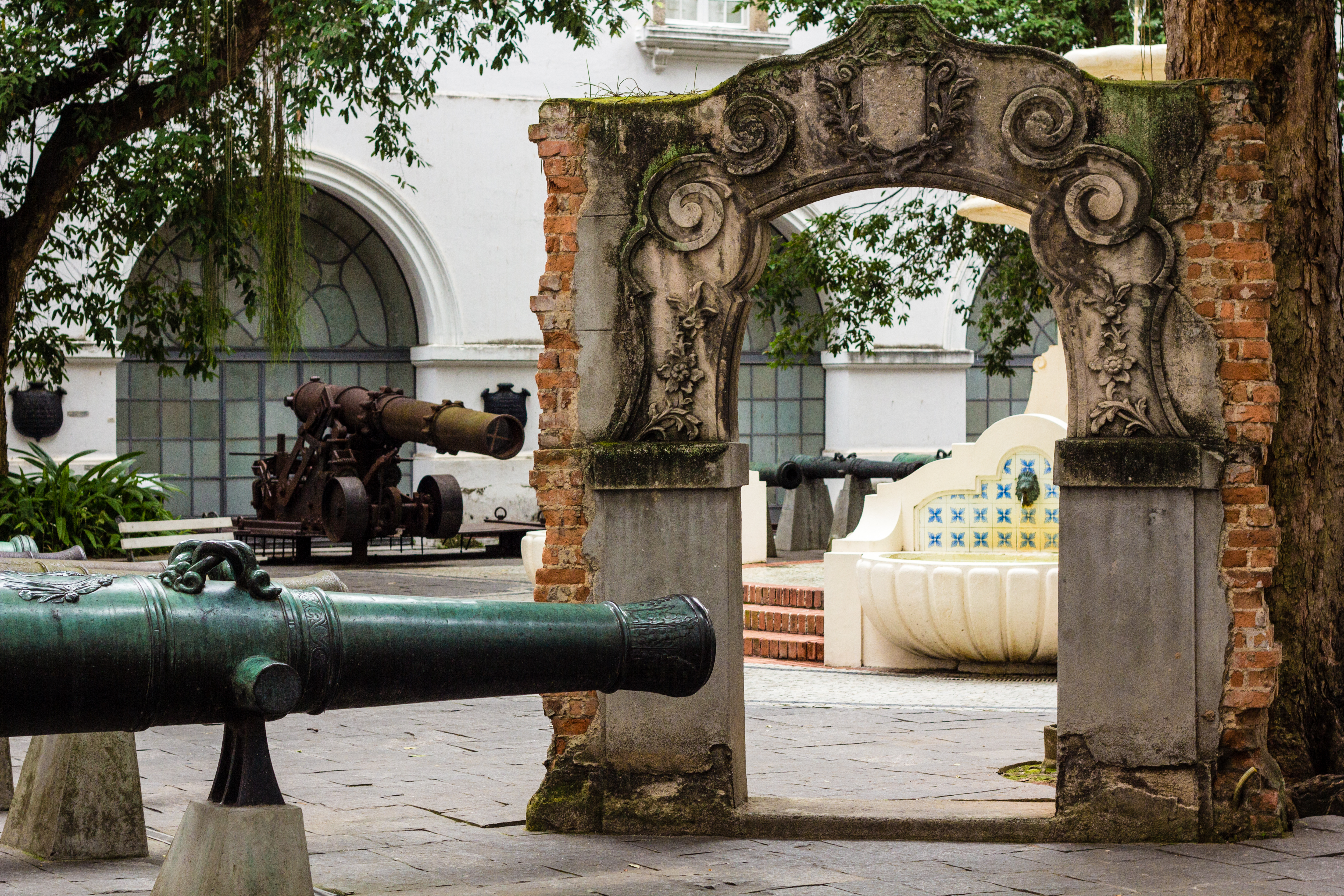
Arco no patio dos canhões, do antigo Forte São Tiago, no Museu Histórico Nacional.

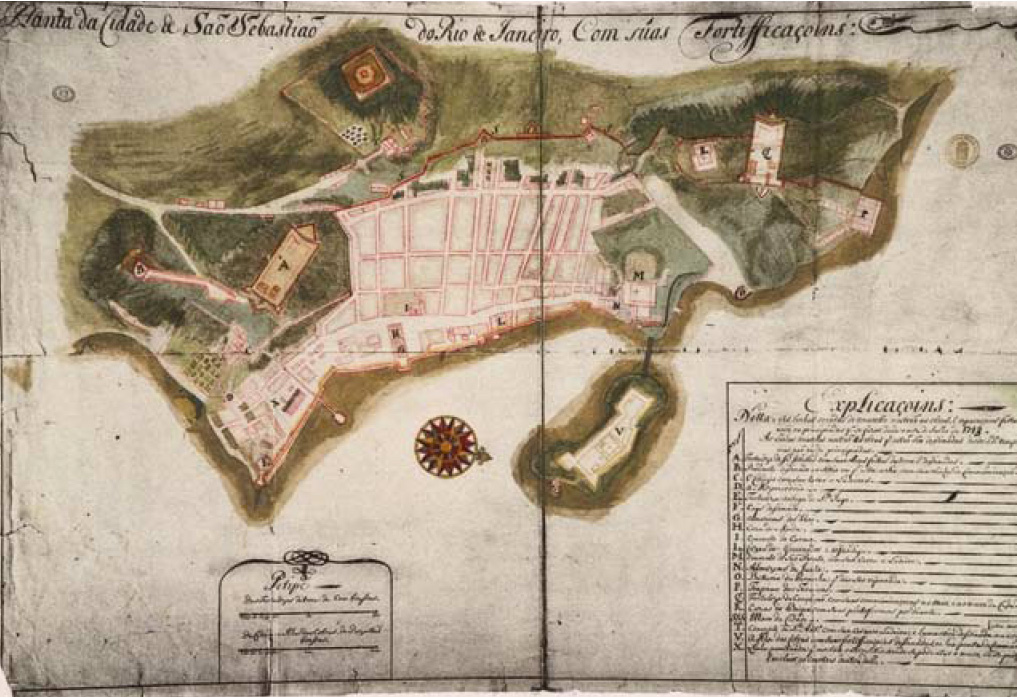
Planta da Cidade de São Sebastião do Rio de Janeiro com suas Fortificações (1713).

Quando da invasão do corsário francês René Duguay-Trouin (setembro de 1711), estava artilhado com uma peça (BARRETTO, 1958:228). Uma fonte francesa coeva, entretanto, indica que se encontrava artilhado com dez peças.
Encontra-se identificado pelo Brigadeiro Engenheiro Jean Massé sob a legenda "E. Fortaleza antiga de São Thiago" (Planta da cidade de São Sebastião do Rio de Janeiro com suas fortificações, 1713. Arquivo Histórico Ultramarino, Lisboa) (Plano de Defesa do porto e cidade do Rio de Janeiro, 1713. Serviço Geográfico do Exército, Rio de Janeiro). Este Capitão de Engenheiros francês, após as invasões de corsários franceses em 1710 e em 1711, por determinação do rei D. João V (1705-1750), "em 1712 passou com o posto de brigadeiro ao Brasil para examinar e reparar as fortificações daquele Estado." (SOUZA VITERBO, 1988:154). Figura como "Forte de S. Thiago", distinto da Bateria na praia de Santa Luzia, na carta de André Vaz Figueira (Carta Topografica da Cidade de S. Sebastião do Rio de Janeiro, 1750. Mapoteca do Itamaraty, Rio de Janeiro), encomendada por Gomes Freire de Andrade, 1.º Conde de Bobadela (1733-1763) para mostrar as obras de seu governo.

Ao final do século XVIII (c. 1768-1769), foi ligado por uma cortina ao Arsenal do Trem, segundo risco do Brigadeiro Engenheiro Jacques Funck. Na mesma época, encontra-se representado em projeto anônimo, atribuído a José Custódio de Sá e Faria (Plano da Cidade do Rio de Janeiro Capital do Estado do Brazil, 1769. Mapoteca do Itamaraty, Rio de Janeiro) como Forte do Calabouço, com planta no formato de duas meias luas, ligadas por cortinas. Desse modo, não procede a informação, comumente aceite, de que essa denominação data do governo do Vice-rei D. Luís de Vasconcelos e Souza (1779-1790), que ali teria instituído uma prisão onde eram recolhidos os escravos que oficialmente sofriam castigos corporais, evitando essa exposição em locais públicos. O Vice-rei D. José Luís de Castro (1790-1801), procedeu-lhe reparos e reforço na estrutura.

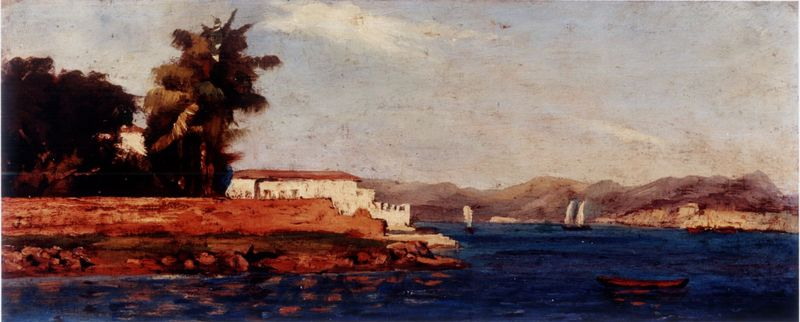
Ponta do Calabouço, com a antiga Casa do Trem, parte do antigo Forte São Tiago, atual Museu Histórico Nacional.

### Do século XIX aos nossos dias

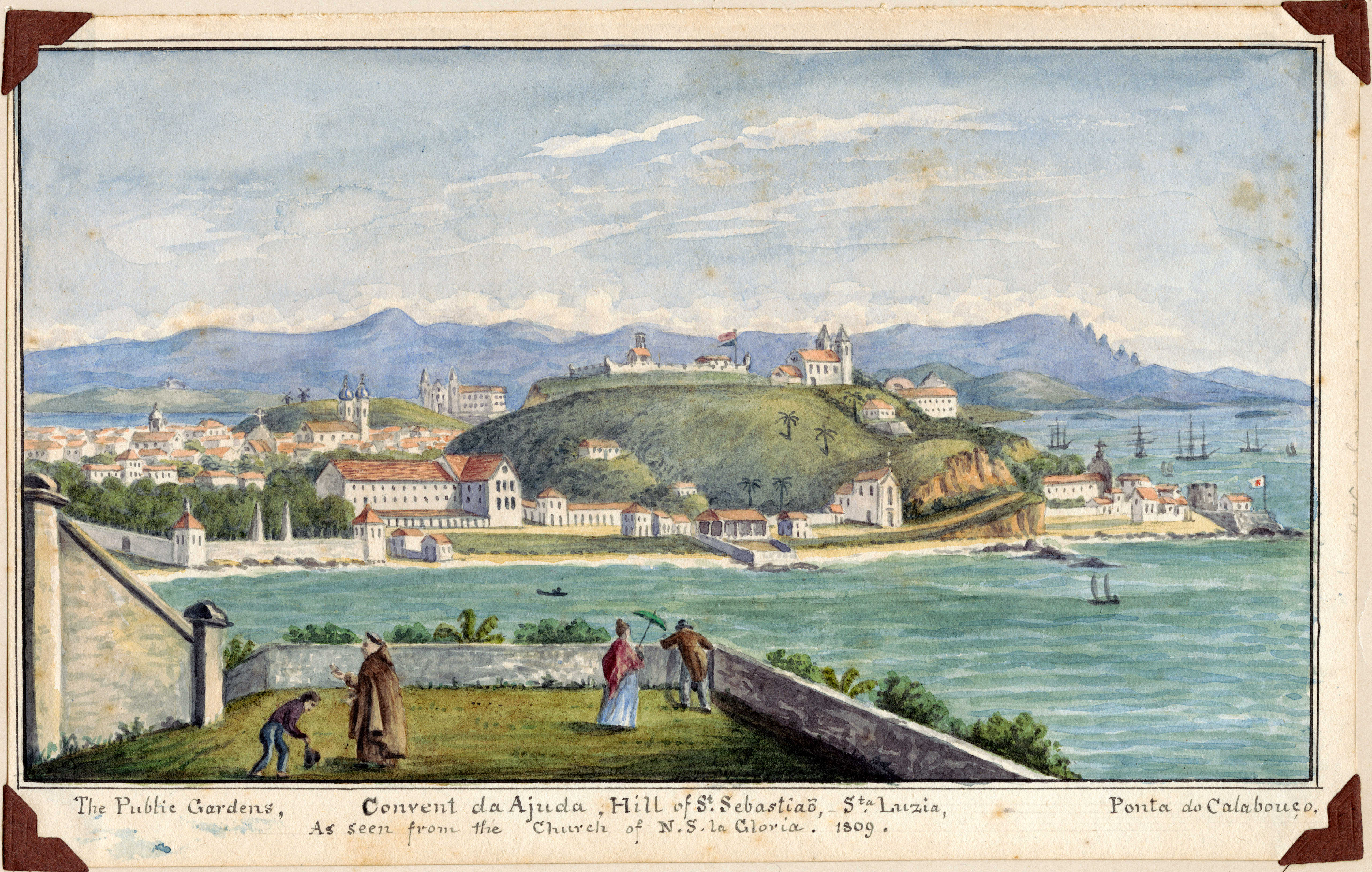
Morro do Castelo, com a Fortaleza e a Igreja de São Sebastião no topo, no canto direito o Forte de São Tiago, junto com a Igreja do Bonsucesso, e no canto esquerdo o Passeio Público, visto do terraço da Igreja da Glória, por Richard Bate em 1809.

O Forte de São Tiago abrigou, em etapas sucessivas de ocupação, o Quartel da Guarda do Vice-Rei, a Casa do Trem de Artilharia (1762), o Arsenal de Guerra (1822) e o Quartel (1835). SOUZA (1885) informa que o forte estava artilhado, à época (1885), com sete peças em bateria (op. cit., p. 109).

À época do desmonte do morro do Castelo, durante o governo do prefeito do então Distrito Federal, Carlos Sampaio (1920-1922), para as comemorações do Centenário da Independência (1922), o conjunto arquitetônico ao qual o forte pertencia deu lugar ao Palácio das Grandes Indústrias na Exposição Internacional, inaugurado em 11 de Outubro de 1922. Os remanescentes das suas muralhas foram demolidos em 1939 (GARRIDO, 1940:114-115). Um pequeno trecho delas foi conservado, ao final do século XX, na restauração do edifício da Casa do Trem, atual Museu Histórico Nacional, ornado com duas peças de artilharia, desmontadas.

Exposição Internacional de 1922, ao fundo a demolição do Morro do Castelo, o Pavilhão das Indústrias, antigo Forte São Tiago, a esquerda.